# Mobile Suit Gundam SEED Freedom
Mobile Suit Gundam SEED FREEDOM (機動戦士ガンダムSEED FREEDOM, Kidō senshi Gandamu Shīdo Furīdamu), stylisé Gundam S FREEDOM (機動戦士ガンダムS FREEDOM) et souvent abrégé Gundam SEED FREEDOM en Occident, est un film d'animation japonais dramatique et de science‑fiction militaire réalisé par Mitsuo Fukuda et sorti en 2024, créé par Sunrise et faisant partie de la saga Gundam,.
Il fait diégétiquement suite à la série animée Mobile Suit Gundam SEED DESTINY, en commémoration des vingt ans de sa sortie (en 2004), ainsi qu’à celle à venir faisant le lien entre les deux, Mobile Suit Gundam SEED FREEDOM ZERO.

## Synopsis
An 75 de l’Ère Cosmique : une année s’est écoulée depuis la fin de la seconde guerre entre les Forces de l’OMNI — des Humains Naturels de l’Alliance Terrienne — et les Coordinateurs de ZAFT, entérinée par un traité de paix entre la neutre Union d’Orb et les colonies spatiales coordinatrices des PLANT.
La nouvelle force indépendante de maintien de la paix COMPS, héritière de l’Alliance des Trois Vaisseaux commandée par Kira Yamato sous la présidence de sa compagne Lacus Clyne, intervient activement pour faire cesser les conflits armés et traquer les meneurs de Blue Cosmos, responsable premier des deux dernières guerres, en collaboration avec les précédents acteurs.
Ils doivent également composer avec le royaume de Fondation, nation émergente de Coordinateurs étranges et technologiquement très avancés aux intentions troubles.

## Fiche technique
Sauf indication contraire, les informations mentionnées dans cette section peuvent être confirmées par les bases de données cinématographiques IMDb et Allociné,  présentes dans la section « Liens externes ».
- Titre original : Kidō senshi Gundam Seed Freedom (機動戦士ガンダムSEED FREEDOM?)
- Histoire originale : Yoshiyuki Tomino et Hajime Yatate
- Conception de personnages : Hisashi Hirai
- Conception mécanique : Kunio Ōkawara, Kimitoshi Yamane (ja), Kazutaka Miyatake (ja), Jun’ichi Akutsu, Manabu Shintani (ja), Zenseava, Takuya Io (ja) et Hiroyuki Taiga (ja)
- Scénario : Chiaki Morosawa (ja)[1], Riu Gotō (ja) et Mitsuo Fukuda (ja)
- Scénarimage : Mitsuo Fukuda, Akira Nishimori (ja), Shū Watanabe, Kia Asamiya et Iwao Teraoka
- Chef‑animateur mécanique : Satoshi Shigeta
- Mise en scène : Mitsuo Fukuda, Kazuo Miyake, Yumi Kamakura (ja), Shū Watanabe, Nobuyoshi Habara (ja) et Kōsuke Shimotori
- Décors : Shigeru Morita (ja) (Studio NUE (ja)) et Hiroyuki Yoshino
- Conception des couleurs : Akemi Nagao
- Direction artistique : Shigemi Ikeda (ja) et Yukiko Maruyama
- Photographie : Takeshi Katsurayama et Shigenori Toyooka
- Direction d’animation en images de synthèse : Mitsuhiro Satō
- Direction de modélisation en images de synthèse : Kensuke Kushida
- Consultant technique de modélisation en images de synthèse : Tomohiro Fujie
- Montage : Yukiko Nojiri
- Son : Sadayoshi Fujino (ja)
- Musique : Toshihiko Sahashi
- Société de distribution : BANDAI NAMCO Filmworks, Shōchiku
- Société de production : BANDAI NAMCO Filmworks, Asanuma Makoto (ja)
- Producteur délégué : Naohiro Ogata
- Assistant de production : Kaori Shida
- Chargé de production : Hiroomi Ikeya
- Production : Naka Hisakazu
- Réalisation : Mitsuo Fukuda (ja)
- Société d’animation : SUNRISE
- Budget :
- Pays de production :  Japon
- Langue originale : japonais
- Format :
- Genre : Animation, drame, guerre, mecha, romance, science‑fiction
- Durée : 124 minutes
- Dates de sortie :
  - Japon : 26 janvier 2024
  - France : 24 avril 2024

## Distribution
Principale
- Sōichirō Hoshi : Kira Yamato
- Rie Tanaka : Lacus Clyne
- Hiro Shimono : Orphee Lam Tao

- Akira Ishida : Athrun Zala
- Nanako Mori (ja)[8] : Cagalli Yula Athha
- Ken'ichi Suzumura : Shinn Asuka
- Māya Sakamoto : Lunamaria Hawke
- Fumiko Orikasa : Meyrin Hawke
- Hōko Kuwashima : Agnes Giebenrath

- Kotono Mitsuishi : Murrue Ramius
- Takehito Koyasu : Mu La Flaga
- Isshin Chiba : Arnold Neumann
- Katsumi Toriumi (ja) : Dalida Roelaha Chandora II
- Miō Tanaka (ja) : Kōjiro Mardoc

- Hōchū Ōtsuka : Alexei Konoe
- Hiroki Takahashi : Arthur Trine
- Jun Fukuyama : Albert Heinlein
- Michiko Neya : Hilda Harken
- Jun’ichi Suwabe : Maas Symeon
- Taiten Kusunoki (ja) : Herbert von Reinhard

- Haruka Tomatsu : Abbey Windsor
- Minami Takahashi : Olivia Ruskal
- Yūki Urushiyama (ja) : Jamie Thompson
- Haruka Shiraishi (ja) : Himeko Yurī
- Tomohiro Ōno (ja) : Yū Kirisihima
- Yūna Kamakura (ja) : Lio Mao

- Ayane Sakura : Toyah Mashima
- Megumi Toyoguchi : Miriallia Haww
- Michiyo Yanagisawa (ja) : Erica Simmons
- Susumu Chiba : Amagi

- Yukari Tamura : Aura Maha Khyber
- Yūichi Nakamura : Shura Serpentine
- Sumire Uesaka : Ingrid Tradoll
- Misato Fukuen : Redelard Tradoll
- Yoshitsugu Matsuoka : Daniel Harper
- Kentarō Tone (ja) : Liu Shenqiang
- Win Morisaki : Griffin Arbalest

- Tomokazu Seki : Yzak Jule
- Akira Sasanuma (ja) : Dearka Elthman
- Shinshū Fuji (ja) : Walter de Lament
- Hiroya Egashira (ja) : Hari Jagannath
- Yurika Hino (ja) : Foster

- Shūichi Ikeda (ja) : Gilbert Dullindal

Secondaire
- Naomi Kusumi (ja)
- Aya Suzaki (ja)
- Takāki Uchino (ja)
- Ayaka Shimizu (ja)
- Kengo Tsujī (ja)
- Hayato Fujī (ja)
- Anan Furuya (ja)
- Sara Matsumoto (ja)

- Shōya Ishige (ja)
- Shūichi Uchida (ja)
- Takahiro Shimada (ja)
- Keita Tada (ja)
- Takuya Nakashima (ja)
- Masayuki Fujibuchi (ja)
- Bonkobara Kō (ja)
- Katsuyuki Miura (ja)

## Musique
Le compositeur attitré des séries animées, Toshihiko Sahashi, assume à nouveau ce poste pour la musique du film.